# Kreuzspitze (Schobergruppe)
Kreuzspitze är en bergstopp i Österrike.   Den ligger i bergsområdet Schobergruppe i distriktet Lienz och förbundslandet Tyrolen, i den centrala delen av landet, 300 km sydväst om huvudstaden Wien. Toppen på Kreuzspitze är 2 697 meter över havet.
Terrängen runt Kreuzspitze är huvudsakligen bergig, men åt nordost är den kuperad. Närmaste större samhälle är Matrei in Osttirol, 12,9 km nordväst om Kreuzspitze. 
I omgivningarna runt Kreuzspitze växer i huvudsak blandskog. Runt Kreuzspitze är det ganska glesbefolkat, med 26 invånare per kvadratkilometer.